# Amusement Park
Amusement Park – drugi singel amerykańskiego rapera 50 Centa z albumu Curtis, do którego nakręcono teledysk.